# Migueláñez
Migueláñez és un municipi de la província de Segòvia, a la comunitat autònoma de Castella i Lleó. Es troba a 35 km de Segòvia, i els pobles més propers són Navas de la Asuncion a 12 km, Bernardos a 1 km i Domingo García a 1 km. Pertany a la comarca de Santa María la Real de Nieva. La superfície és d'uns 19,22 km² amb una altitud de 882 metres sobre el nivell del mar.

## Demografia
Variació de la població:
| 1991 | 1996 | 2001 | 2004 | 2006 | 2008 | 2010 |
| 202  | 183  | 175  | 167  | 168  | 172  | 162  |

## Llocs d'interès
- Església parroquial, dedicada Nuestra Señora de la Asunción, és l'edifici més important del poble, el podem veure des de quilòmetres del poble, ja que està construït sobre una àmplia tribuna. És d'estil romanic,destaca la seva torre de quatre cossos
- Ermita del Cristo del HumilladeroLa trobem en la carretera que arribada de Navas De a Asunción, és una petita ermita
- La fàbrica de chocolates Herranz és l'última activitat fabril que va tenir Migueláñez. Aquesta fàbrica va tancar fa uns quants anys. Actualment des de l'Ajuntament es fan gestions per convertir-la en un museu, el "Museo del Chocolate".
- Peña Mora, petita muntanya des amb vistes del poble.
- San Isidro, monument als afores del poble situat en un petit turó.
- Pintures rupestres, al costat de San Isidro.

## Festes
Les principals festes són:
- Sant Blas, coneguda popularment com La festa de les capes. Celebrada el dia 3 de febrer. És típic posar-se una capa negra, també batejar els animals.
- San Isidro, 15 de maig.
- Nuesta señora de la Asunción, el dia 15 d'agost, aquest dia és la festa major del poble.